# Formica foreli

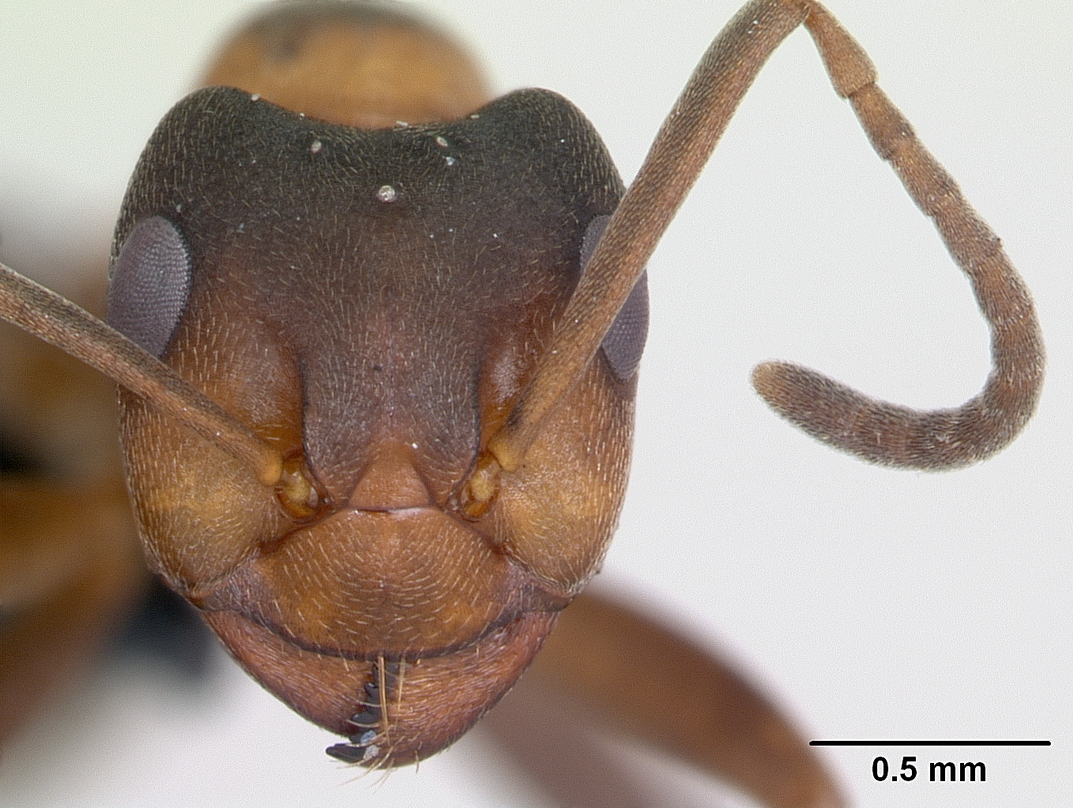
Голова спереди

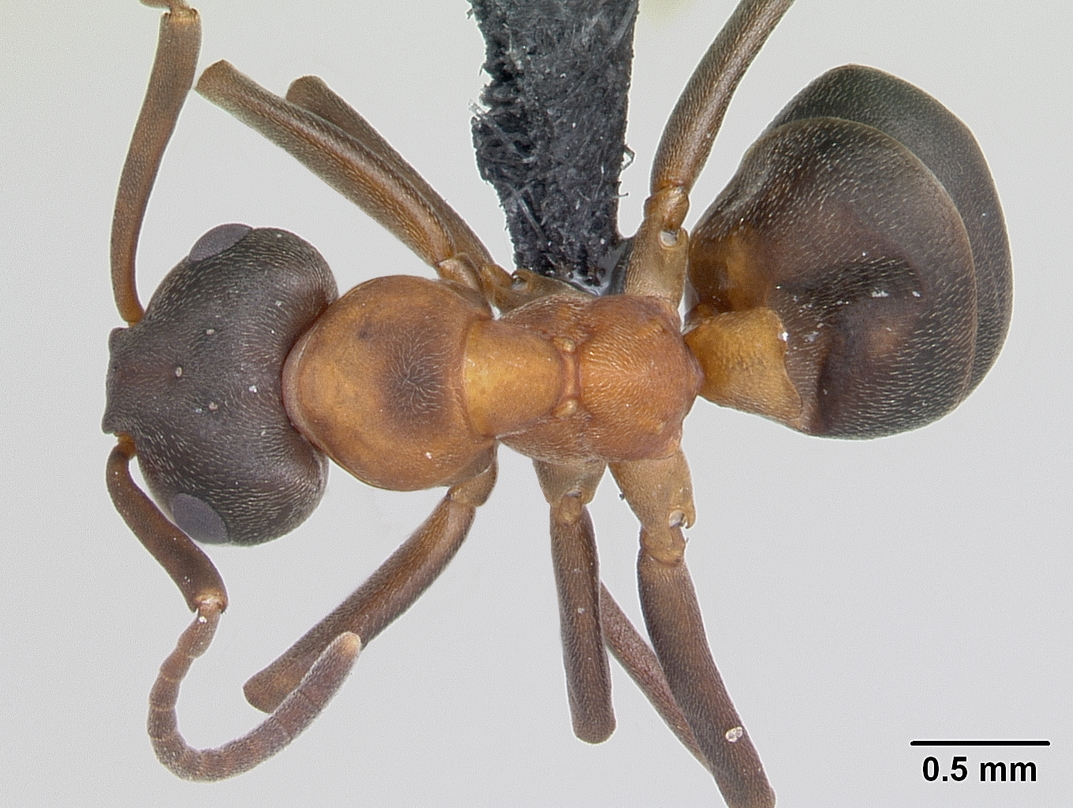
Вид сверху

Formica foreli (лат.) — вид средних по размеру муравьёв рода Formica (Formicidae). Редкий охраняемый в нескольких странах Европы вид.

## Распространение
Европа (северная Испания, северная Италия, Швейцария, Германия, Дания, Швеция, Польша, Чехия, Словакия), Кавказ, Турция. Россия (Приокско-Террасный заповедник), Армения, Грузия. Олиготрофные и ксеротермные луговые биотопы, открытые солнечные места обитания, часто на песчаных или известковых почвах. Популяции в Западных Альпах ограничены долинами с ксеротермным локальным климатом на высотах от 552 до 1780 м. В более южных частях ареала (Анатолия) поднимаются до 2200 м.

## Описание

### Строение
Длина около 5 мм. Окраска рабочих муравьёв двухцветная (грудь рыжевато-красная, голова и брюшко тёмно-бурые); голова с глубокой выемкой на затылочном крае, характерной для всех членов подрода Coptoformica. Глаза без волосков. Усики 12-члениковые у самок и рабочих и 13-члениковые у самцов. Нижнечелюстные щупики самок состоят из 5 или 6 сегментов, короткие; всё тело матовое (у близкого вида Formica pressilabris голова и часть груди гладкие и блестящие). Стебелёк между грудью и брюшком у всех каст состоит из одного членика петиоля. Чешуйка стебелька расширяется кверху.

### Биология
Крылатых самок и самцов наблюдают с июня по август. Образование новых колоний происходит социально-паразитическим путём: молодые самки проникают в гнёзда других муравьёв подрода Serviformica. Трофобионты, использующие сладкую падь тлей (Aphididae), сборщики мелких членистоногих (Dermaptera, Heteroptera, Coleoptera, Lepidoptera, Formicidae) и хищники (ловят равнокрылых, мелких жуков, двукрылых и чешуекрылых). При обнаружении корма муравьи проводят быструю мобилизацию: в течение 60 секунд 5-10 рабочих и до 120 секунд 30-50 рабочих.
Межвидовые отношения F. foreli с другими видами муравьёв весьма агрессивные. Несмотря на относительно меньший размер тела по сравнению с другими видами рода Formica, рабочие F. foreli благодаря мобилизации дополнительной рабочей силы, способны активно отстаивать свою территорию. Проявляют сильную агрессию по отношению к другим территориальным видам муравьев, особенно из родов формика (например, F. rufa и F. truncorum) и Lasius, и способны очень эффективно атаковать, действуя в группах. Однако, отдельные особи F. foreli при встрече с более крупными муравьями Formica sanguinea избегают прямых стычек с ними.

### Гнёзда
Муравейники строят, как правило, небольшие: Зайферт (Seifert, 2007) определяет максимальный диаметр гнезда Formica foreli в 95 см и максимальную высоту 25 см. Однако, в некоторых популяциях встречаются и более крупные гнёзда. Блисс и Пиль (Bliss et Piel, 2004) обнаружили в саксонской колонии 48 гнёзд, где более чем пятая часть гнёзд были с диаметром более 50 см. Бонсел и Буш (Bonsel et Busch, 2003) обнаружили даже гнезда диаметром 160 см.
В Чехии известна крупная колония муравейников этого вида из 605 гнёзд (Край Высочина, район Тршебич, в западных окрестностях деревни Štěměchy, Louka na vrchách: 49°11′ с. ш. 15°42′ в. д.; высота 680 м над уровнем моря), у 10 % из них диаметр более 50 см, четыре гнезда имеет диаметр 100 см, одно гнездо 110 см и одно гнездо 120 см. В этом мирмекоценозе найдено всего 19 видов муравьёв, но вид Formica foreli в нём занимает доминирующее положение.

## Систематика
По наличию глубокой выемки на затылочном краю включён в состав подрода Coptoformica. Впервые был описан в 1909 году итальянским энтомологом Карло Эмери под первоначальным квадриноминальным названием Formica exsecta subsp. pressilabris var. foreli Emery, 1909 по материалам из Швейцарии (в статусе отдельного вида с 1918 как первое валидное использование имени Formica foreli Bondroit, 1918). В 2000 году синонимом этого вида признаны швейцарские таксоны Formica goesswaldi Kutter, 1967, Formica naefi Kutter, 1957 и Formica tamarae Dlussky, 1964, описанный из Грузии (см.: Seifert, 2000), которые ранее рассматривались самостоятельными видами.

## Этимология
Видовое название дано в честь крупного швейцарского мирмеколога Огюста Фореля, собравшего типовую серию нового вида муравьёв в Швейцарии.

## Охранный статус
Включён в Красные книги Германии и Швейцарии (в категории видов, близкие к уязвимому положению; threatened), а также в Красный список исчезающих видов Чешской Республики (в статусе вымирающего вида; endangered). Наиболее серьёзной угрозой является уничтожение мест обитания F. foreli, обусловленное в основном их эвтрофикацией, отсутствие традиционного скашивания, лесовосстановление пастбищ и лугов, выпас крупного рогатого скота и лошадей.